# David Weller
David Weller (ur. 11 lutego 1957 w Portmore) – jamajski kolarz torowy, brązowy medalista olimpijski.

## Kariera
Największy sukces w karierze David Weller osiągnął w 1980 roku, kiedy zdobył brązowy medal w wyścigu na 1 km podczas igrzysk olimpijskich w Moskwie. W zawodach tych wyprzedzili go jedynie Lothar Thoms z NRD oraz Aleksandr Panfiłow z ZSRR. Był to jedyny medal wywalczony przez Wellera na międzynarodowej imprezie tej rangi. Jak dotąd Weller jest pierwszym i jedynym kolarzem z Jamajki, który zdobył medal olimpijski. Dwa lata wcześniej wystąpił na igrzyskach Wspólnoty Narodów w Edmonton, gdzie zajął trzecie miejsce w sprincie. Ponadto trzykrotnie startował w wyścigu na 1 km na igrzyskach panamerykańskich: na IP w Meksyku (1975) i IP w San Juan (1979) był drugi, a podczas IP w Caracas (1983) zajął trzecie miejsce. Nigdy jednak nie zdobył medalu na torowych mistrzostwach świata.